# گورستان امامزاده علی حاجی
قبرستان امامزاده علی حاجی مربوط به سده‌های اولیه دوران‌های تاریخی پس از اسلام است و در شهرستان گچساران، بخش مرکزی، دهستان لیتشر، غرب سه راهی گچساران، دهدشت، بهبهان واقع شده و این اثر در تاریخ ۱۳ آبان ۱۳۸۶ با شمارهٔ ثبت ۱۹۷۴۹ به‌عنوان یکی از آثار ملی ایران به ثبت رسیده است.